# Quint Cecili
Quint Cecili (en llatí: Quintus Caecilius) va ser un cavaller romà, amic de Luci Licini Lucul·le i oncle Tit Pomponi Àtic.
Va fer fortuna deixant diners a un alt interès. Tenia un temperament insuportable, i ningú volia estar a la vora seu, només el seu nebot Àtic, que va ser adoptat per Cecili i va canviar el nom per Tit Cecili Àtic. Com a conseqüència va rebre en herència una fortuna de deu milions de sestercis. Va morir l'any 57 aC.